# Saint-Cyr-les-Champagnes
Saint-Cyr-les-Champagnes är en kommun i departementet Dordogne i regionen Nouvelle-Aquitaine i sydvästra Frankrike. Kommunen ligger i kantonen Lanouaille som tillhör arrondissementet Nontron. År 2022 hade Saint-Cyr-les-Champagnes 302 invånare.

## Befolkningsutveckling
Antalet invånare i kommunen Saint-Cyr-les-Champagnes
Referens:INSEE